# Kalasha (Architektur)

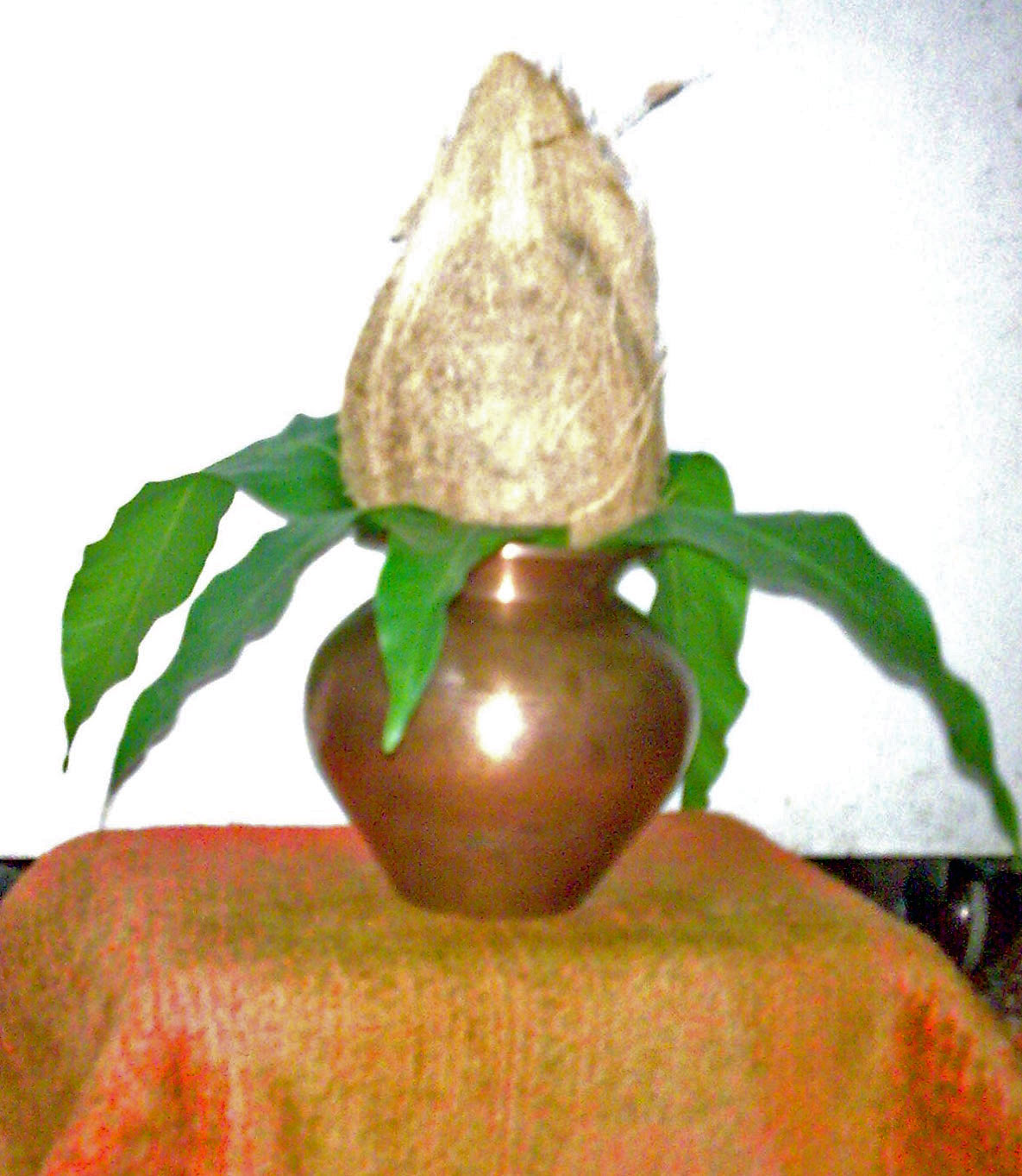
kalasha-Krug mit Kokosnuss und überquellenden Mango-Blättern

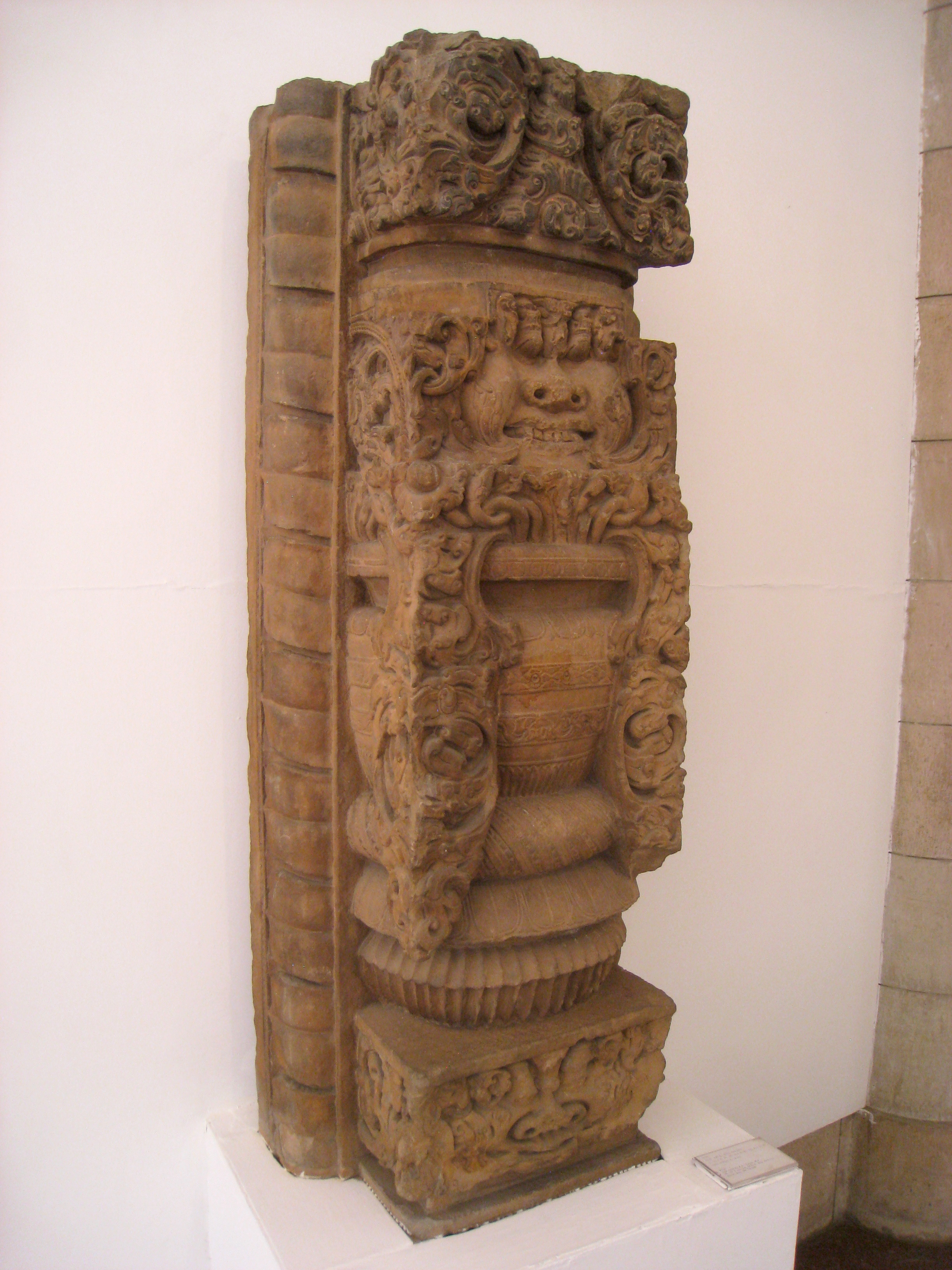
kalasha-Krug mit überquellendem Blattwerk auf drei amalaka-Ringen als Teil einer Portaleinfassung (5./6. Jh.)

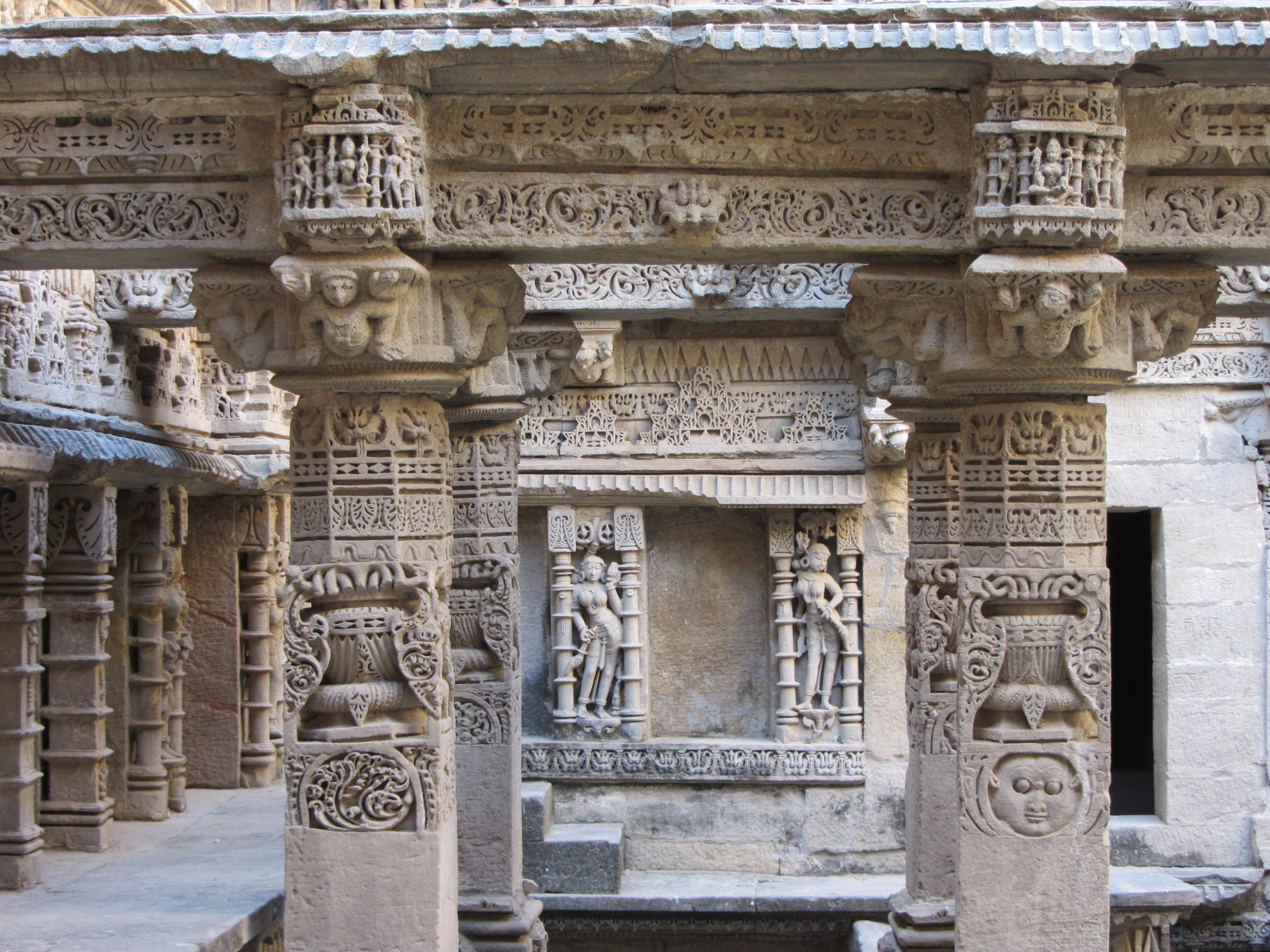
kalasha-Krüge als Pfeilerdekor im Rani Ki Vav in Patan, Gujarat

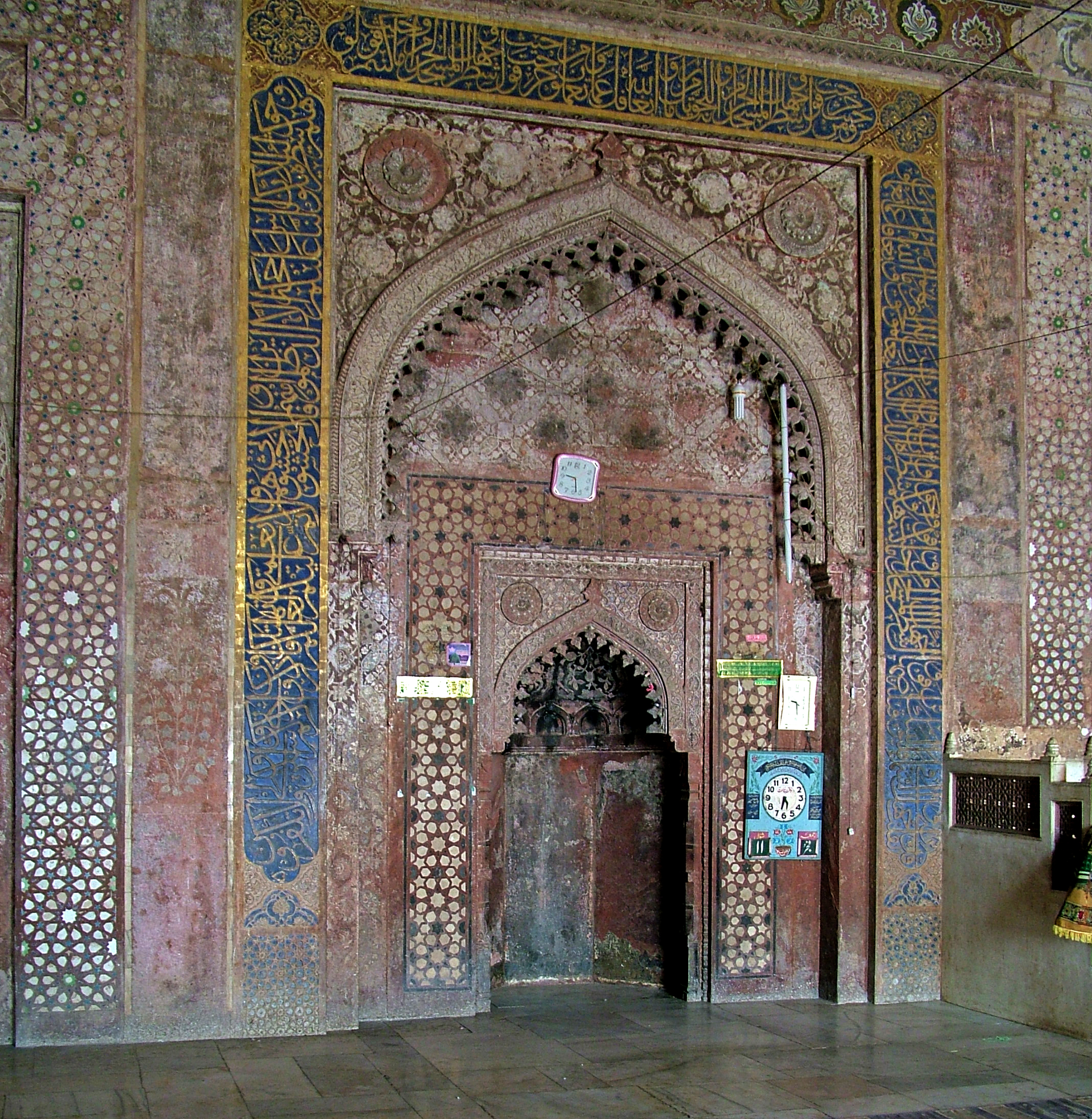
Reihen von kalasha-Krügen als Bogenzier am Mihrab der Freitagsmoschee von Fatehpur Sikri

Als Kalasha wird ein steinerner krug- oder vasenförmiger Aufsatz auf einem Hindu-Tempel des nordindischen Nagara-Stils bezeichnet; im südindischen Dravida-Stil sind sie eher selten. Später wurden in einigen Fällen auch die Dächer von Palastbauten oder muslimischen Kuppelgräbern mit derartigen Aufsätzen überhöht; bei letzteren erscheint oft zusätzlich ein gerippter amalaka-Ringstein.

## Ursprung
Wahrscheinlich geht das Architektur- bzw. Dekorelement zurück auf Opferkrüge gleichen Namens, die in Indien bei religiösen Zeremonien im häuslichen Bereich und bei Tempelbesuchen immer noch Verwendung finden. Diese Krüge können aus gebranntem Ton, Messing, Kupfer aber auch aus edleren Metallen wie Silber und Gold bestehen.

## Symbolik
Bereits in den Veden wird der in einem Krug aufbewahrte Unsterblichkeitstrank amrita (Sanskrit: अमृत, amṛta = Unsterblichkeit; vgl. auch Ambrosia) mit dem Göttertrank Soma gleichgesetzt. Sein Genuss verleiht Weisheit, Fülle und Unsterblichkeit. Einige Hindu-Gottheiten (Brahma, Annapurna) halten manchmal einen derartigen Krug in ihren Händen; zu der uralten, aber immer noch gebräuchlichen Darstellung von Gajalakshmi gehört das Übergießen aus kalasha-Krügen unabdingbar dazu.
Ein mit Getränken (Wasser, Milch, Kokosmilch) oder Früchten (Kokos, Mango etc.) gefüllter Krug wird in Indien als Purna-Kalasha (पूर्णकलश), Purna-Kumbha (पूर्णकुम्भ) oder Purna-ghata (पूर्णघट) bezeichnet und gilt vielen Indern bis auf den heutigen Tag als Sinnbild von Fülle und Überfluss und damit als Symbol für Fruchtbarkeit, Lebenskraft und Gesundheit schlechthin. Bei vielen häuslichen Feierlichkeiten (Geburt, Hochzeit, Hauseinweihung) wird ein derartiger Krug aufgestellt und geschmückt; auch die Gäste erscheinen oft mit einem Kalasha-Krug in ihren Händen.
Eine weiter verfeinerte Interpretation setzt den Krug und die mit ihm verbundenen Motive mit den fünf Elementen gleich: Basis = Erde (prithivi); Bauch = Wasser (ap); Rand = Feuer (agni); geöffneter Mund = Luft, Atem (vayu); Blattwerk = Äther (akasha).

## Darstellung
Vasen- bzw. Krugmotive gehören zu den ‚Acht Glückszeichen‘ (ashtamangalas) der altindischen Religionen; auch bei den zahlreichen Gajalakshmi-Darstellungen sind sie zu finden. Krüge mit hervorquellenden Blättern (sog. Blattkrugmotive) spielen eine wichtige Rolle im Dekor der frühen nordindischen Tempelarchitektur (vgl. Gupta-Tempel oder Chausath Yogini-Tempel von Mitaoli); hier finden sie sich vorzugsweise an Pfeilern oder Portaleinfassungen. Seit dem 8. Jahrhundert erhalten sie – zusammen mit den amalakas aber ohne Blätter – eine erhöhte Position als oberer Abschluss von Shikhara-Türmen. Bei neueren Tempelbauten sind sie oft vergoldet.

## Mausoleen und Paläste
Vielleicht ist die Kalasha-Vase als Sinnbild für Unsterblichkeit der Grund dafür, dass dieses Dekorelement – ebenfalls kombiniert mit amalakas – seit dem 14. Jahrhundert auch auf einigen islamischen Mausoleen im Gebiet des Sultanats von Delhi erscheint; bei mogulzeitlichen Bauten  des 16. Jahrhunderts finden sich in Reihen angeordnete kalashas oft als innere Bogenzier; in späteren Bauten hingegen spielen sie keine Rolle mehr.
Die mit Abstand größte Anzahl vergoldeter kalashas findet sich auf den unzähligen kleinen bengalischen Dächern des „Palasts der Winde“ (Hawa Mahal) in Jaipur (Rajasthan).

## Kalasha und Jamur
Bislang nicht untersucht, aber auch nicht unwahrscheinlich ist eine ästhetisch-symbolische Beziehung zwischen den Kalasha-Spitzen indischer Tempel und dem sogenannten „Kugelstab“ (jamur) auf indo-islamischen Moschee- und Mausoleumskuppeln.